# Вторая осада Коканда (1842)
Оса‌да Кока‌нда (июль 1842 — сентябрь 1842) — сорокадневная осада Коканда - столицы Кокандского ханства бухарцами и союзными им войскам ташкентцев и казахов. Важный эпизод в бухарско-кокандских войнах.

## Предыстория
После захвата Коканда эмиром Насруллой, власть бухарцев продержалась недолго. Двухмесячное правление в Коканде наместника эмира Насруллы Ибрахима-хаяла сопровождалось разорением народа. В результате недовольства правлением бухарского наместника киргизская и кипчакская знать начала выступление против бухарских войск, избрав ханом представителя узбекской династии минг Шерали-хана, племянника кокандского хана Нарбутабия, бежавшего в Талас после казни его отца Алим-ханом.
В северо-западных районах Коканда поднялись племена во главе с киргизами. Основной костяк пришедших в действие племён составляли киргизы и кипчаки, к которым примкнула часть сартов.
Большая часть наманганских и чустских киргиз родственники и свойственники киргиз таласских; часто посещая Талас, они почти каждый раз или видели Шерали или слышали о нём, а потому народ всегда имел сведения об этом беке.Владимир Наливкин
В мае 1842 года на Талас выехал киргиз из рода кырк-огул Нузуп-мингбаши. В начале июня Шерали, перейдя горы, попал в Фергану и расположился в кочевьях Нузупа на реке Кара-Су. В район Кара-Су стали стекаться со всех сторон киргизские и кипчакские отряды. У мазара Сафед-Булан Шерали поднимают на белом войлоке и провозглашают ханом.
В дальнейшем, войскам Шерали-хана удаётся освободить ряд городов, в том числе и Коканд, а бухарские войска в регионе были истреблены. Начинаются строительные работы по возведению стен для обороны столицы.

## Ход осады
Через сорок дней к приходу врага Коканд успели окружить полукольцом стен, обращённых к западу, с незащищённой стороны устроили заграждения. Эмир на протяжении 15 дней штурмовал город с разных сторон, после чего, атаковав ворота Маргилан и Таглик, мангыты проникли в город, но были отброшены. Во время этого боя кокандцы окружили и уничтожили около 2 тыс. человек. За два месяца осады Насрулла понёс огромные потери, он потерял не менее 10 тыс. убитыми. Эмир снял осаду и ушёл в Бухару.
Бухарские войска, потерпев поражение на подступах к Коканду, отступили и захватили Канибадам. В отместку за верность канибадамцев Коканду бухарцы истребили 300 пленных кокандцев, ограбили население (несколько тысяч чел.) и устроили поголовную резню. В ответ на произвол Насруллы Шерали истребил основную часть оставшихся в Коканде пленных из бухарских войск в количестве 3 тыс. человек вместе с жёнами и детьми.
26 сентября 1842 года войска Хивинского ханства вторглись в пределы Бухарского эмирата и Насрулла вынужден был отступить от Коканда.. Скорее всего нападение хивинцев Аллакули-хана на Бухарское ханство произошло с ведома кокандского хана для оказания ему помощи, что в значительной степени облегчило победу кокандцам.

## Значение
Восстановление власти мингов и политической независимости ханства не означало, что восстановится былое относительно стабильное экономическое и политическое положение. Дело в том, что бухарцев победили представители кочевых и полукочевых племён. И как следствие усилился племенной сепаратизм, насилие в ханстве стало нормой. Ханская казна пустовала, голод усиливался.
Плодами же победы воспользовались лишь киргизские и кипчакские феодалы. С победой группировок киргизов и кипчаков в Кокандском ханстве усиливается их роль, они становятся самыми активными сторонниками Шерали-хана. На политическую арену выходят способные представители из киргизской и кипчакской знати. Киргизские беки и бии жалуются ярлыками с правом на своих подданных.
Посланные Шерали-ханом кокандские войска во главе с Нузуп-мингбаши (Юсуф мингбаши) и Малла-беком захватили в 1842—1843 годах Ташкент. Прежние кокандские владения, включавшие и территорию Южного Казахстана, были подчинены Кокандскому ханству. В том же году был возвращен Худжанд.
Уже в 1843 году кокандская власть была восстановлена в Ташкенте, Кураме, Ходженте и на территории современного Южного
Казахстана. Быстрое восстановление Кокандского ханства показало, что власть узбекской династии минг была политико-правовой догмой, которая овладела сознанием населения ханства.